# Rudolf Schrödinger
Rudolf Josef Carl Schrödinger (27 de enero de 1857, Viena - 1919) fue un empresario textil y botánico austríaco.
Sus padres fueron Josef y Maria Anna Josepha Bogner, de ambas familias con más de cuatro generaciones en Viena; aunque los Schrödinger provenían de Oberpfalz, Baviera. Eran tres hermanos.
Él católico, se casa el 16 de agosto de 1886, con la luterana Jeorgine Emilie Brenda Bauer (hija de Alexander Bauer, su profesor de Química en el "Colegio Técnico de Viena"), y tuvieron un solo hijo, el genial Erwin Schrödinger, premio Nobel de Física de 1933.
Se posee el registro IPNI de dos nuevas especies botánicas y una nueva tribu, todas de la familia de las Ranunculaceae:
- tribu Delphinieae Schrödinger. Abh.K.K.Zool. Bot. Ges. Viena 4(5): 58. 1909
- Consolida flava (DC.) Schrödinger ex Hand.-Mazz. Ann. Naturhist. Mus. Viena 27(1): 43. 1913
- Consolida orientalis (J.Gay) Schrödinger var. hispanica (Willk.) Losa & Rivas Goday  Arch. Inst. Aclim. Cons. Super. Invest. Ci., 13(2): 158 (1974)

- La abreviatura «Schrödinger» se emplea para indicar a Rudolf Schrödinger como autoridad en la descripción y clasificación científica de los vegetales.[1]